# Come Dine With Me
Come Dine With Me est une émission de téléréalité culinaire britannique créée en 2005 et diffusée sur Channel 4. Cinq candidats amateurs de gastronomie doivent à tour de rôle s'inviter à diner, les candidats invités notant à la fin du repas l'ensemble du repas, tant du point de vue de la qualité de la cuisine que du cadre et de l'ambiance générale de la soirée. Le vainqueur est celui qui remporte la note la plus élevée. L'émission est depuis sa création présentée et commentée par l'humoriste britannique Dave Lamb.
Le concept a été adapté dans de nombreux pays, dont les États-Unis avec Dinner Takes All diffusé sur TLC, la France avec Un dîner presque parfait, ou au Canada avec Come Dine With Me Canada pour la version anglophone et Un souper presque parfait en version francophone.

## Adaptation à l'international
L'émission a été adaptée dans de nombreux pays sous différentes appellations.
| Pays/région                                           | Titre local                                        | Traduction                                          | Chaîne                                                     | Lancement                                |
| ----------------------------------------------------- | -------------------------------------------------- | --------------------------------------------------- | ---------------------------------------------------------- | ---------------------------------------- |
| Allemagne                                             | Das perfekte Dinner et Das perfekte Promi-Dinner   | Le dîner parfait et le dîner parfait des célébrités | VOX                                                        | 2006                                     |
| Australie                                             | Come Dine With Me Australia                        | Venez dîner chez moi - Australie                    | Lifestyle Channel                                          | 2010                                     |
| Belgique - Communauté flamande - Communauté française | Komen Eten Un dîner presque parfait                | Venez manger -                                      | VT4 Plug RTL puis RTL-TVI                                  | - 2008, 2009 sur RTL-TVI                 |
| Canada - Canada anglais - Québec                      | Come Dine With Me Canada Un souper presque parfait | -                                                   | W Network V                                                | - 2010                                   |
| Croatie                                               | Večera za 5                                        | À dîner pour 5                                      | RTL Televizija                                             | 2007                                     |
| Danemark                                              | Til middag hos…                                    | Pour dîner avec…                                    | TV3                                                        | 2010                                     |
| Danemark                                              | 4-Stjernes Middag                                  | Le dîner quatre-étoiles                             | Kanal 5                                                    | 2010                                     |
| Espagne                                               | Ven a cenar conmigo                                | Venez dîner chez moi                                | Antena 3                                                   | 2008                                     |
| États-Unis                                            | Dinner Takes It All                                | Le dîner emporte la mise                            | TLC                                                        | 2006                                     |
| Finlande                                              | Neljän tähden illallinen                           | Le dîner quatre-étoiles                             | Nelonen                                                    | 2010                                     |
| France                                                | Un dîner presque parfait                           | -                                                   | M6 puis W9                                                 | 2008 (février)                           |
| Grèce                                                 | Κάτι ψήνεται                                       | Quelque chose qui mijote                            | Alpha TV                                                   | 2009                                     |
| Hongrie                                               | Vacso ra csata                                     | Le combat du dîner                                  | RTL Klub                                                   |                                          |
| Iran                                                  | بفرمائید شام                                       | Venez dîner                                         | Manoto 1                                                   | 2010                                     |
| Irlande                                               | Come Dine With Me                                  | Venez dîner chez moi                                | TV3                                                        | 2010                                     |
| Israël                                                | בואו לאכול איתי                                    | Venez dîner chez moi                                | Aroutz 1 (saisons 1 et 2) Kan 11 (à partir de la saison 3) | 2012                                     |
| Israël                                                | تفضلوا ع العشا                                     | Venez dîner                                         | Makan 33 (en)                                              | 2025                                     |
| Lettonie                                              | Gandrīz Ideālas Vakariņas                          | Un dîner presque parfait                            | TV3                                                        | 2011                                     |
| Norvège                                               | 4-stjernes middag halv åtte                        | le dîner quatre-étoiles à sept heures et demie      | TVNorge                                                    | 2009                                     |
| Norvège                                               | Klokka åtte hos meg                                | À huit heure chez moi                               | TV3                                                        |                                          |
| Pays-Bas                                              | Smaken Verschillen                                 | Les différences de goûts                            | Net5                                                       |                                          |
| Pologne                                               | Ugotowani                                          | Cuisinez !                                          | TVN                                                        | 2010                                     |
| Russie                                                | Званый ужин                                        | Soirée dîner                                        | REN                                                        |                                          |
| Serbie                                                | Dođi na večeru                                     | Venez dîner                                         | Prva                                                       | 2010                                     |
| Slovaquie                                             | Bez servítky                                       | Sans serviettes                                     | Markíza                                                    |                                          |
| Slovénie                                              | Kdo je kuhar ?                                     | Qui est le chef ?                                   | TV3                                                        |                                          |
| Suède                                                 | Halv åtta hos mig                                  | À sept heures et demie chez moi                     | TV4                                                        | 2008                                     |
| Suisse                                                | Swiss Dinner & Dîner à la ferme                    | Dîner suisse                                        | TeleZüri & Tsr 1 (Redif. TV5 monde)                        | 2010 pour Swiss Dinner & 2009 pour Tsr 1 |
| République tchèque                                    | Prostřeno !                                        | Sur un plateau !                                    | Prima TV                                                   | 2010                                     |
| Turquie                                               | Yemekteyiz                                         |                                                     | Show TV                                                    |                                          |